# 古儀式派

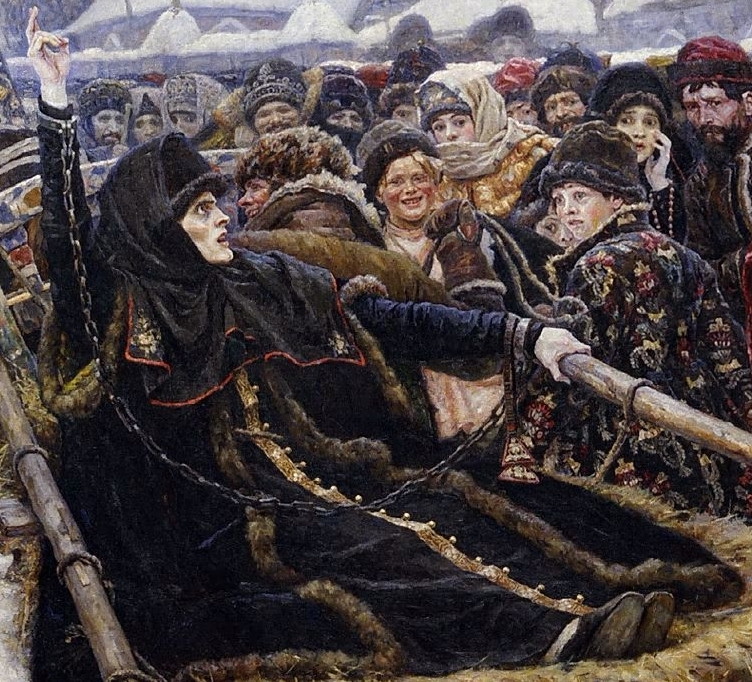
ワシーリー・スリコフ画「貴族夫人モローゾヴァ」。Feodosia Morozova(英語版)は古義派の貴族の女性で、逮捕処刑された。彼女の掲げる2本指で十字を画く姿勢は古儀式派の主要な特徴であり、ニーコン総主教がギリシャに合わせる形で導入した3本指のそれとは明確に異なる。

ロシア正教会における古儀式派（露: старообрядчество）とは、旧儀派・旧教徒・旧儀式派・スタロヴェールとも呼ばれ、ニーコン総主教による奉神礼改革を嫌って1666年以降にニーコン総主教の率いる主流派から分離した諸教派の総称である。有効な聖職位階の存在を認める司祭派（容僧派）及びそれを否定する無司祭派（無僧派）に大別される。
古儀式派は現在もロシア正教会の奉神礼改革以前の古い祈祷様式を保持する。
分離派教徒（ラスコーリニキ、раскольники、raskolniki）という呼称は、主流派教会側が使う蔑称であり中立的な立場の者は使用しない。また、近年では主流派教会との関係改善に伴い、主流派教会に属する信徒・関係者も「分離派（ラスコーリニキ）」の名称を用いずに「古儀式派（スタロオブリャージェストヴォ）」を用いる傾向がある。一方で、主流派ロシア正教会が分離派という用語を使うことを止めたわけではなく、また、この用語は古儀式派以外のさまざまなキリスト教教派に対しても使用されている。

## 歴史

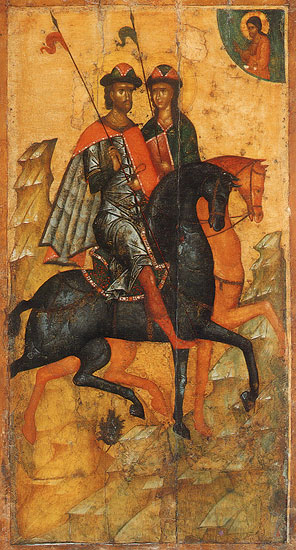
ボリスとグレブは古儀式派にとっても聖人である。画像は14世紀のイコン。古儀式派はニーコンの改革以前に列聖された聖人を認め、さらに貴族夫人モローゾヴァ、長司祭アヴァクーム等の彼ら独自の聖人も承認する。

国家公認教会への改宗を拒んだ古儀式派教徒への対処は、当初「税金を2倍払う」などの比較的軽いものだったが、次第に拷問・処刑を含む迫害へと変っていった。彼らの多くがウクライナ・シベリア・ロシア極東地域・ポーランド・沿バルト地域・ルーマニア・トルコ・新疆（東トルキスタン）などに逃れた。ピョートル1世の治世で激しい迫害が行われたが、エカテリーナ2世の下で緩和された。ただし、古儀式派信徒たちへの政府による主流派ロシア正教会への改宗の促進は続行された。
1905年、ニコライ2世は古儀式派を含む主流派ロシア正教会以外の諸宗派の活動を公認した。
ソビエト連邦成立後も彼らへの迫害は続き、レーニンの妻のナデジダ・クルプスカヤは「富農階級との闘争とはすなわち古儀式派との闘争である（борьба с кулачеством есть одновременно борьба со старообрядчеством）」というテーゼを打ち出した。古儀式派は聖職者だけではなく一般信徒までもが多数死亡することとなった。
迫害および飢餓が原因となりソ連時代も海外移住は続き、中国・アメリカ・ブラジル・ボリビア・アルゼンチン・オーストラリア・ニュージーランド・カナダ・日本（函館、サハリン南部）などへ古儀式派は移住・再移住した。
現在、古儀式派の共同体は、ロシア・ベラルーシ・ラトビア・リトアニア・エストニア・モルドバ・ウクライナ・ウズベキスタン・カザフスタン・キルギスタン・アルメニア・グルジア・ポーランド・ルーマニア・オーストラリア・ニュージーランド・アメリカ・カナダ・ブラジル・ボリビア・ドイツ・ウガンダ・パキスタンなどに存在している。
近年になって古い奉神礼の形式・古い聖歌の研究などにおいて、古い礼拝様式を重んじる古儀式派とロシア正教会が協力する共同研究が行われる場面も出ており双方向の交流も盛んになっている。
一方アルタイ地方の首都であるバルナウルには、古儀式派の荘厳な建造物である教会も建設中である。

## 潮流
18世紀ニーコンの改革以前の聖職者が死に絶えた後、古儀式派は聖職者の存在を認める司祭派（容僧派）とそれを否定する無司祭派（無僧派）に分岐した。

### 司祭派（容僧派）
19世紀中葉にロシア正教古儀式派教会が、20世紀20年代にロシア古正教会が独自の主教を迎えて聖職位階を持つに至り現在に至る。

### 無司祭派（無僧派）
ポモールツィ、フェドセーエフツィ、礼拝堂派、スパソフツィ、ベグーヌィなど多くの教派が存在しており、かつてはさらに多数の教派が存在していた。

## ギャラリー

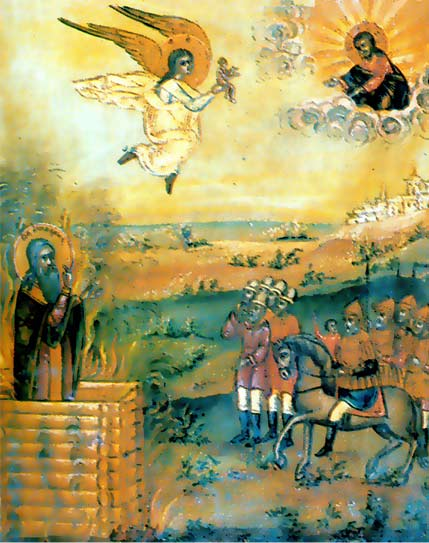
長司祭アヴァクームの火刑が描かれた、19世紀末のイコン
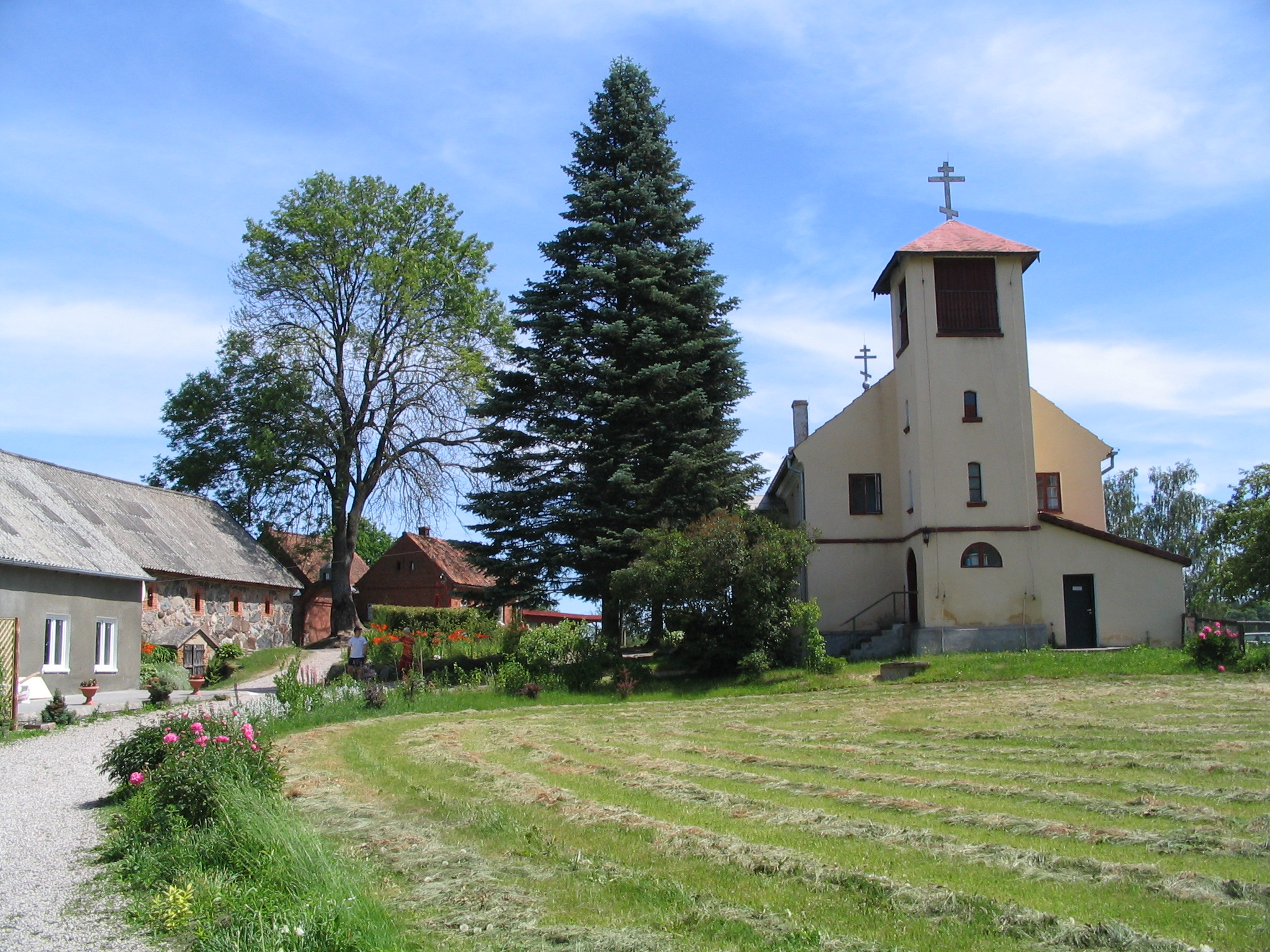
ポーランドの古儀式派の修道院
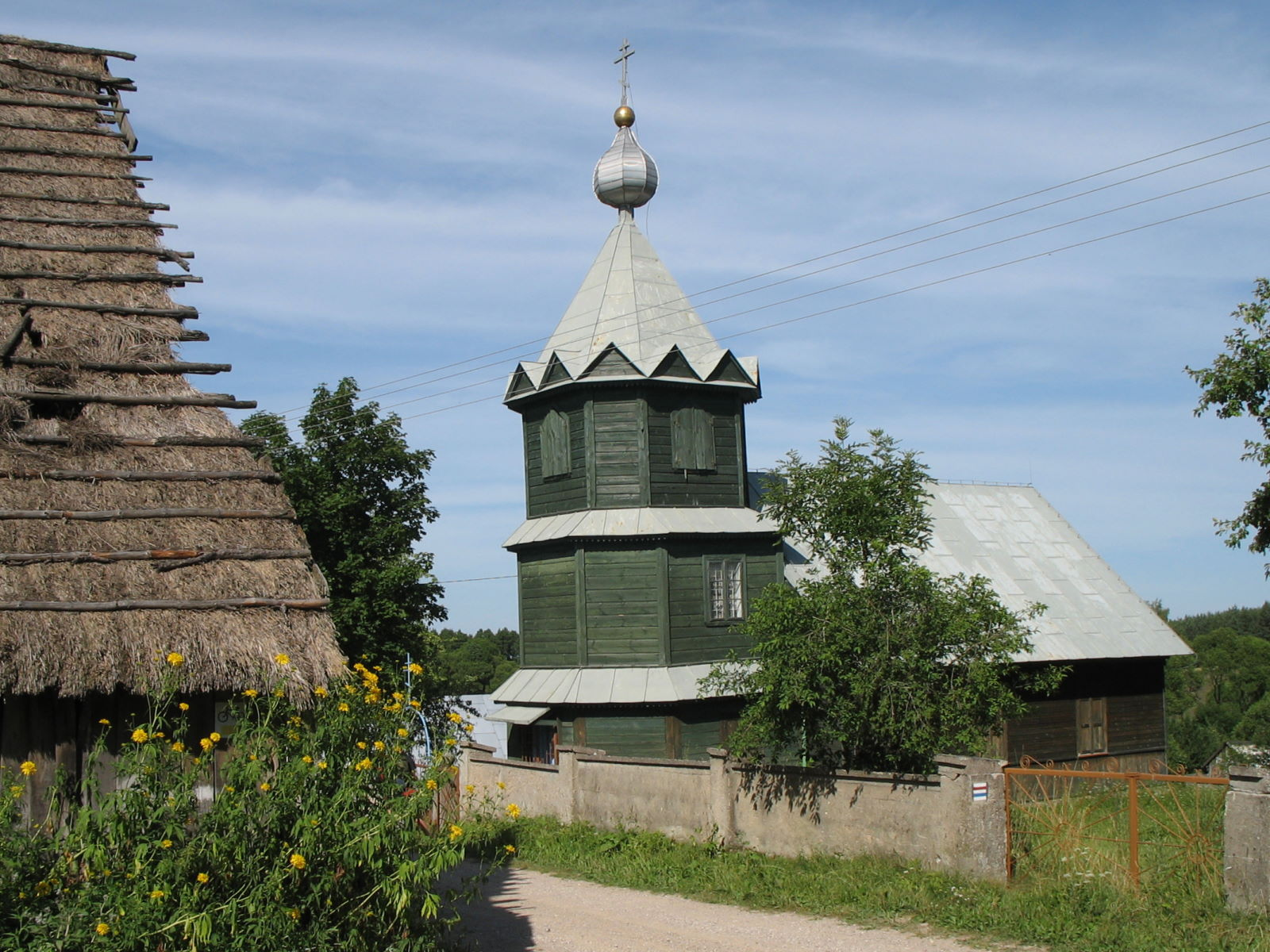
ポーランドの古儀式派の聖堂
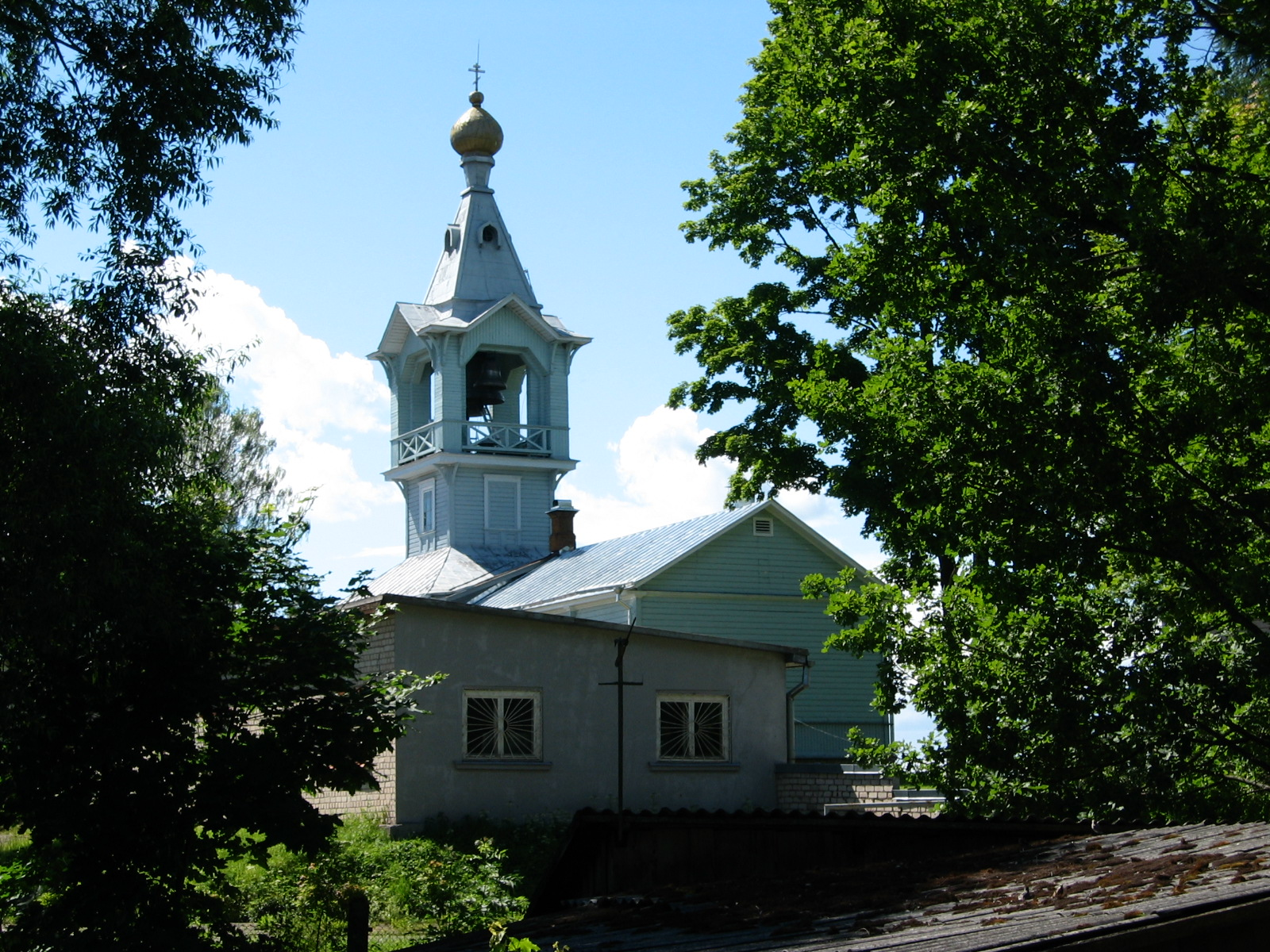
ラトビアの古儀式派の聖堂
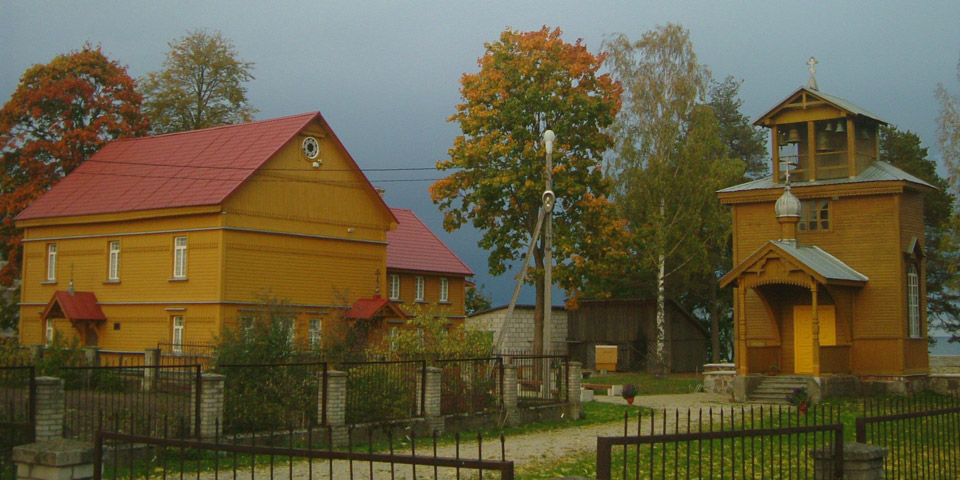
エストニアの古儀式派修道院と教会
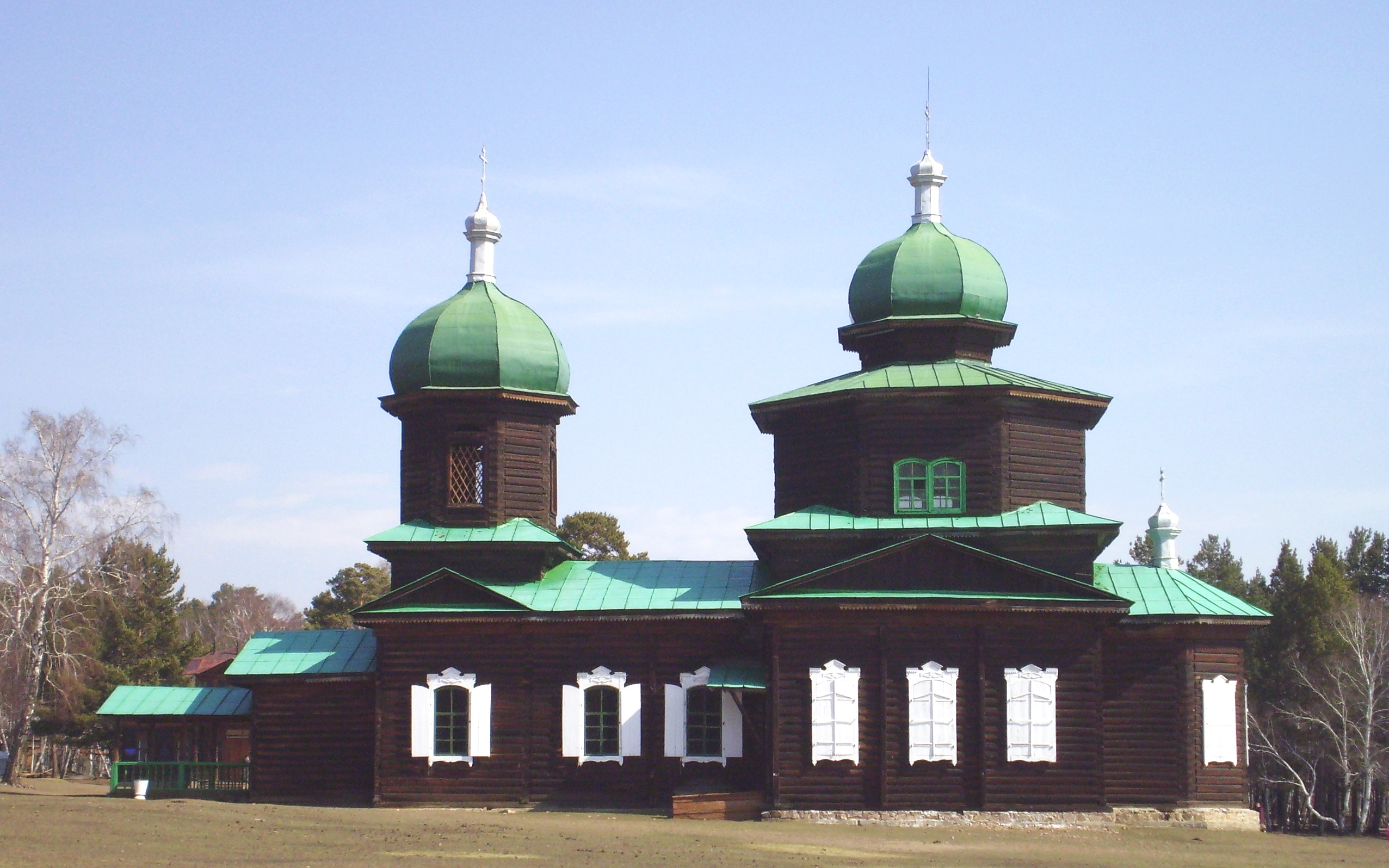
ロシア連邦ブリヤート共和国ムホルシビリ地区ニコリスク村のニコリスカヤ教会。司祭派に属する。ザバイカル民族博物館の展示物。
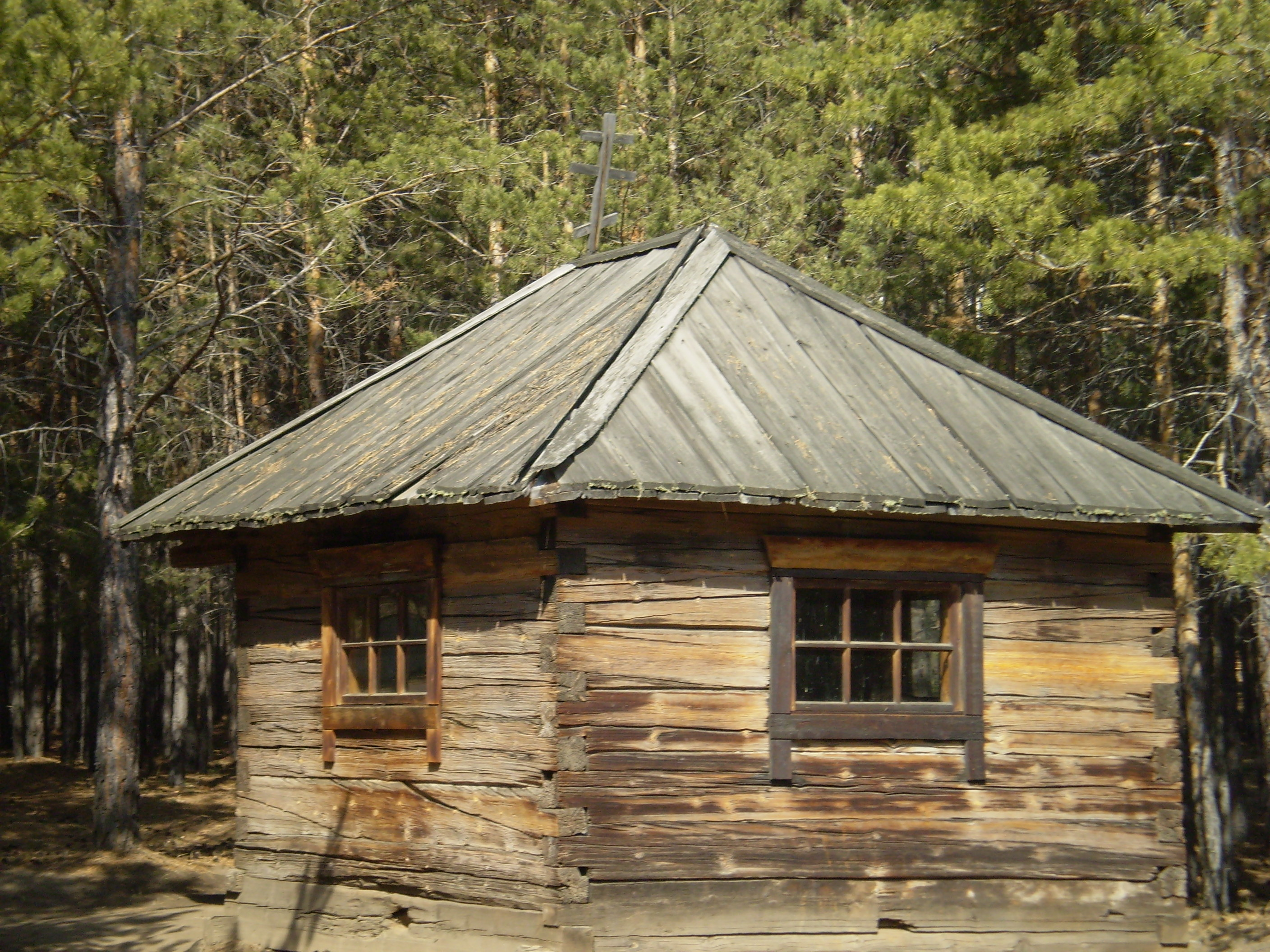
無司祭派の聖堂、1910年。ロシア連邦ブリヤート共和国のクリュチ村に建設された。ザバイカル民族博物館の展示物。
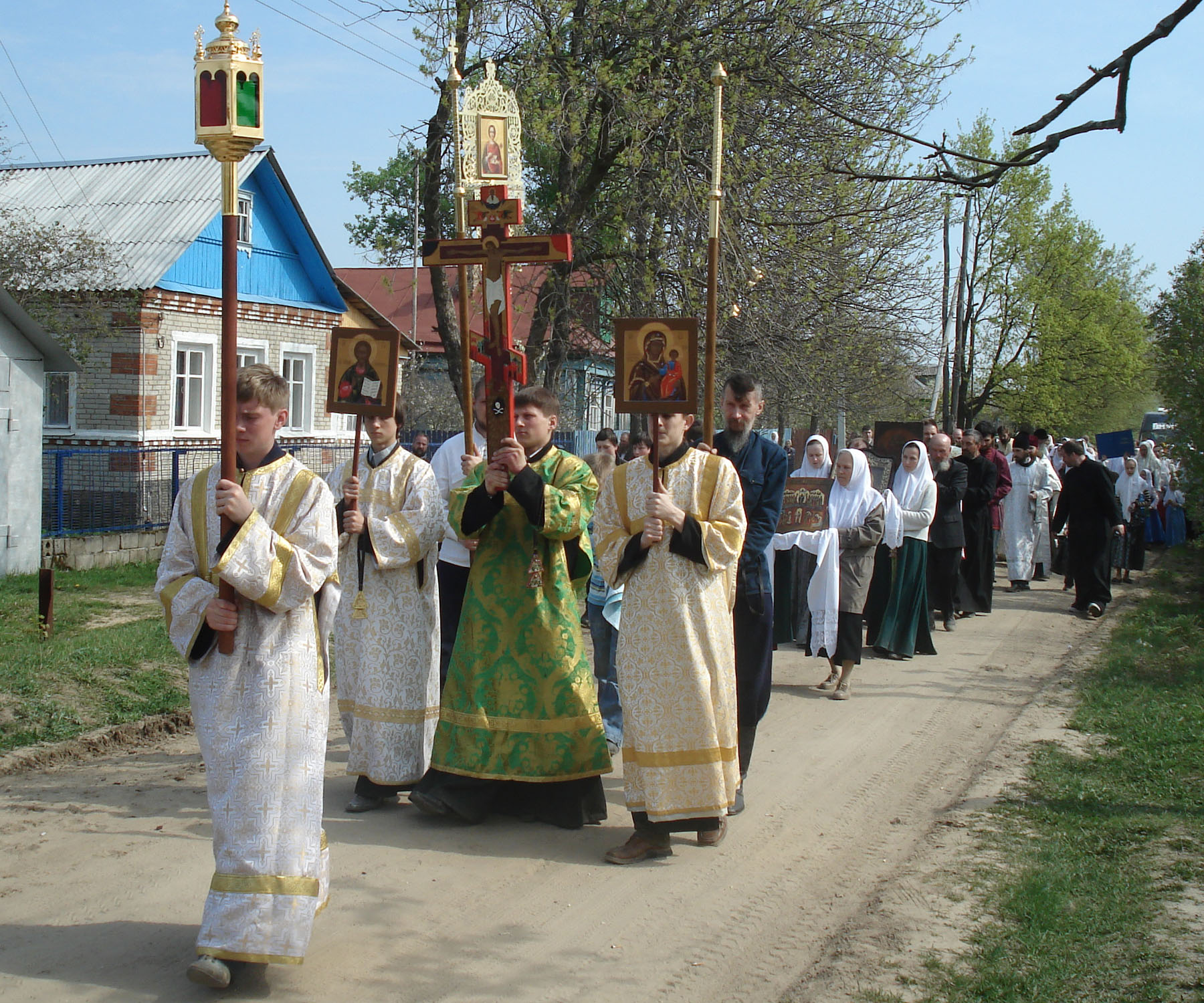
モスクワでの古儀式派による十字行。八端十字架も使われており、キャプションが無ければ古儀式派の十字行とロシア正教会の十字行との区別は難しい。しかし、教会の周りを主流派教会とは逆向きに回っている点に注目すれば識別は可能である。
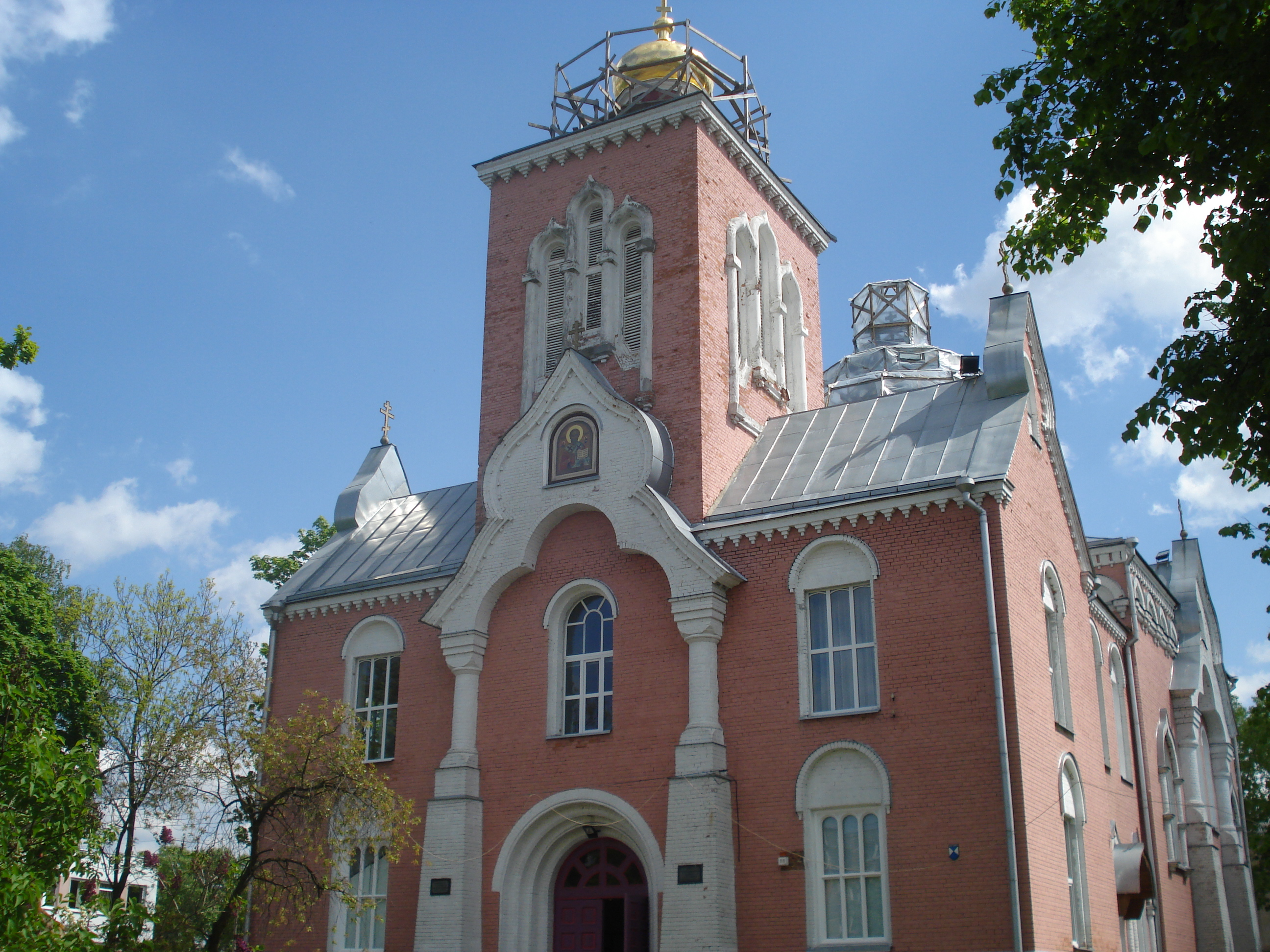
ダウガフピルス（ラトヴィア）の生神女誕生教会。
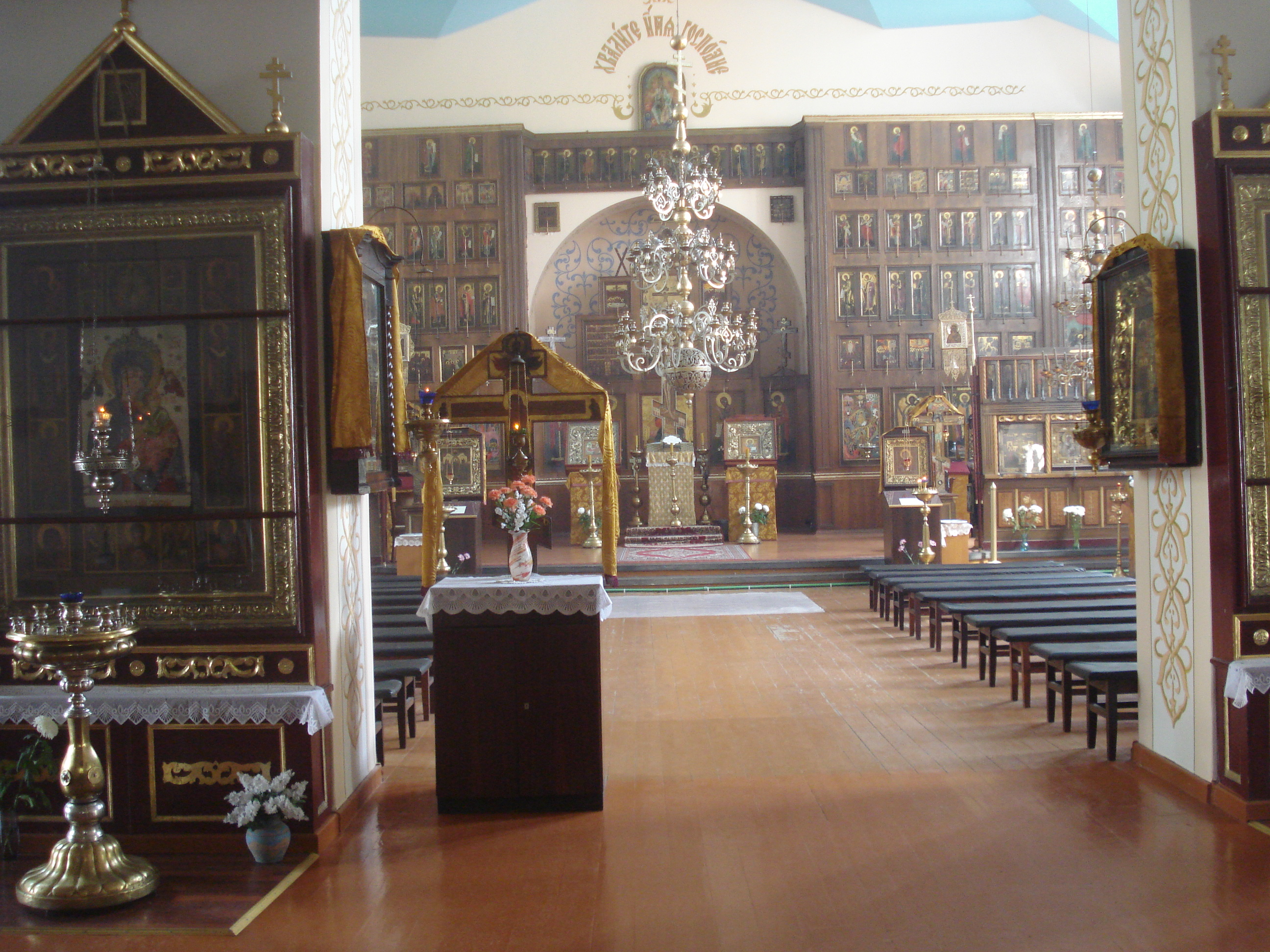
ダウガフピルスの生神女誕生教会（内観）。
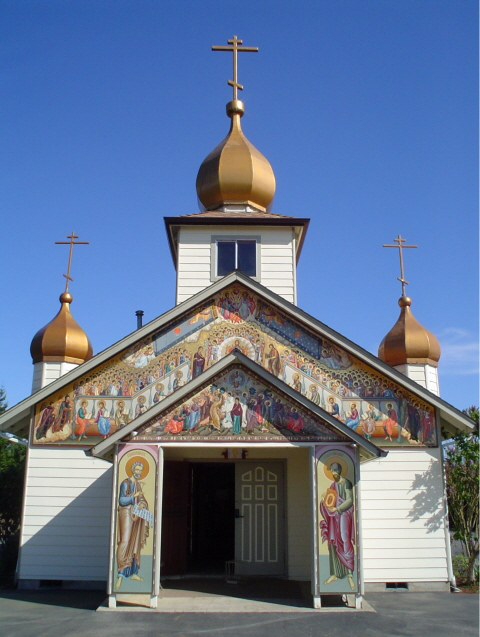
オレゴン州の古儀式派の教会
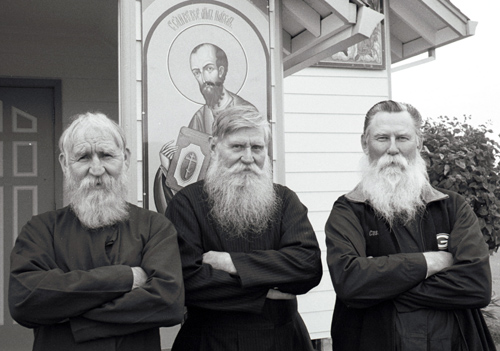
オレゴン州のウッドバーンの古儀式派教徒。 古儀式派教徒は髭を剃ることを罪とみなす。(Photo by Mikhail Evstafiev).
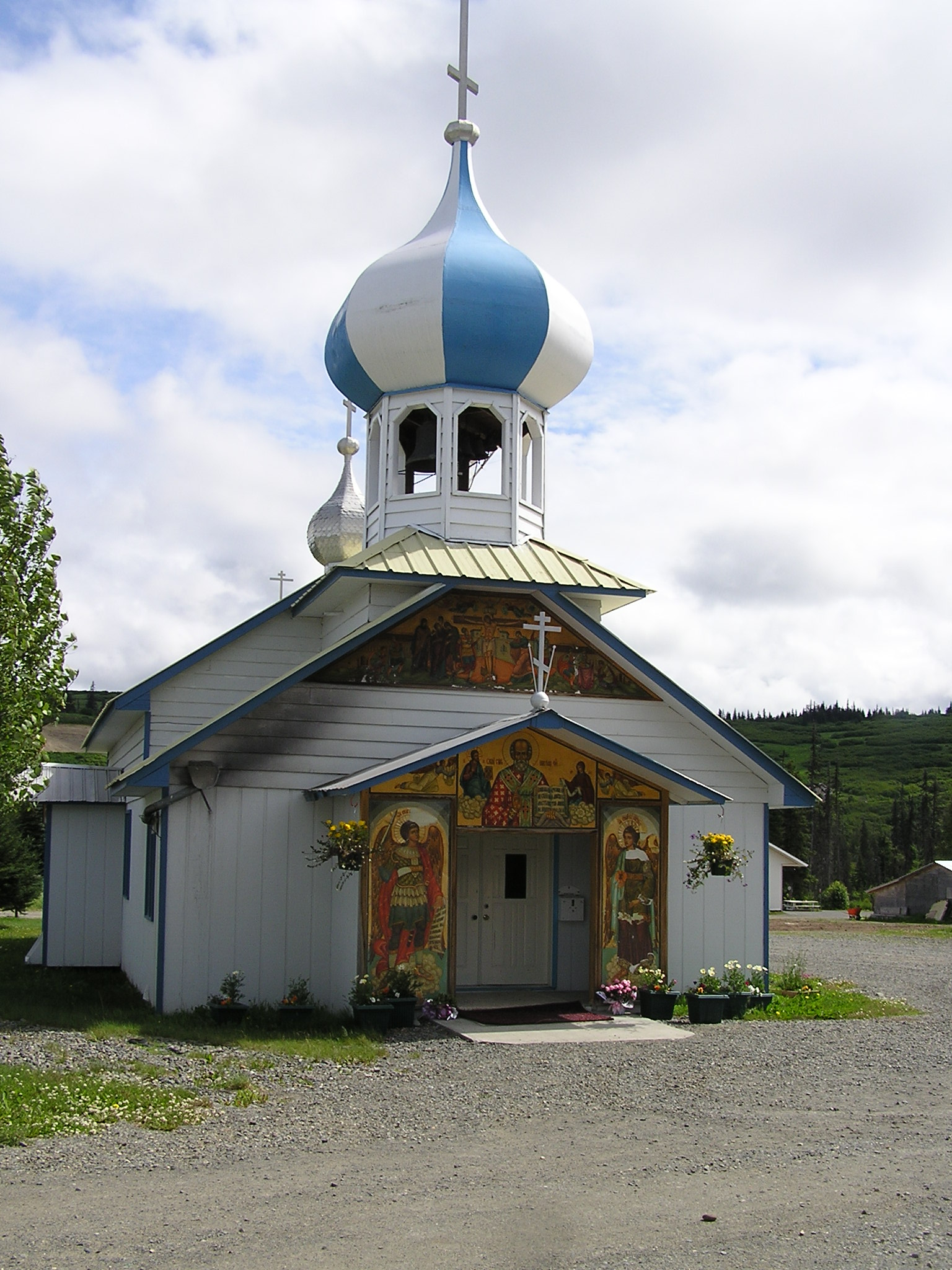
アラスカ、ニコラエフスクの古儀式派教会
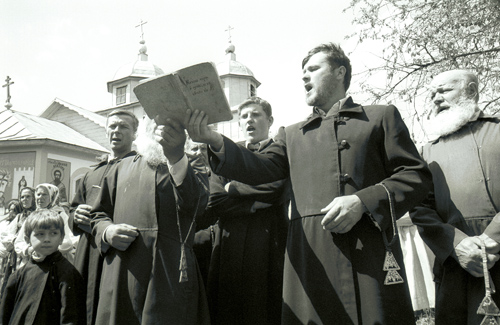
ルーマニアの Slava Cherkeza村でリポヴァン人が古儀式派教会前で